# Хуаси (Гуйчжоу)
Хуаси́ (кит. упр. 花溪, пиньинь Huāxī) — район городского подчинения городского округа Гуйян провинции Гуйчжоу (КНР).

## История
Административные структуры стали размещаться в этих местах ещё во времена империи Мин. В 1586 году был образован уезд Синьгуй (新贵县) Гуйянской управы (贵阳府). Во времена империи Цин в 1687 году был создан уезд Гуйчжу (贵筑县).
В 1950 году был образован Специальный район Гуйян (贵阳专区), власти которого разместились в посёлке Хуаси уезда Гуйчжу. В 1952 году власти Специального района Гуйян переехали в уезд Гуйдин, и Специальный район Гуйян был переименован в Специальный район Гуйдин (贵定专区). В 1954 году уезд Гуйчжу перешёл из состава Специального района Гуйдин под юрисдикцию властей Гуйяна. В 1958 году уезд Гуйчжу был расформирован, а на его месте были образованы районы Хуаси и Удан.
В мае 1966 года районы Хуаси и Удан были объединены в Пригородный район (郊区), но уже в марте 1967 года Пригородный район был расформирован, и были вновь образованы районы Хуаси и Удан.
Постановлением Госсовета КНР от 21 января 2000 года в составе Гуйяна был создан район Сяохэ (小河区).
Постановлением Госсовета КНР от 15 ноября 2012 года район Сяохэ был присоединён к району Хуаси.

## Административное деление
Район делится на 17 микрорайонов, 5 посёлков, 1 волость и 5 национальных волостей.